# Al Yaqoub Tower
La Al Yaqoub Tower es un rascacielos situado en la Sheikh Zayed Road de Dubái, en los Emiratos Árabes Unidos. Tiene 328 metros de altura, 69 plantas y un reloj a más de 200 metros de altura, el segundo más elevado en el mundo tras el de las Torres Abraj Al Bait de La Meca. El edificio fue completado en el año 2013, pero solo se inauguró en el 2017, 4 años después de que terminara su construcción. Este retraso de a la apertura se debió a problemas económicos del dueño del edificio. Actualmente es propiedad de la marca hotelera Majlis Grand Mercure.

## Galería

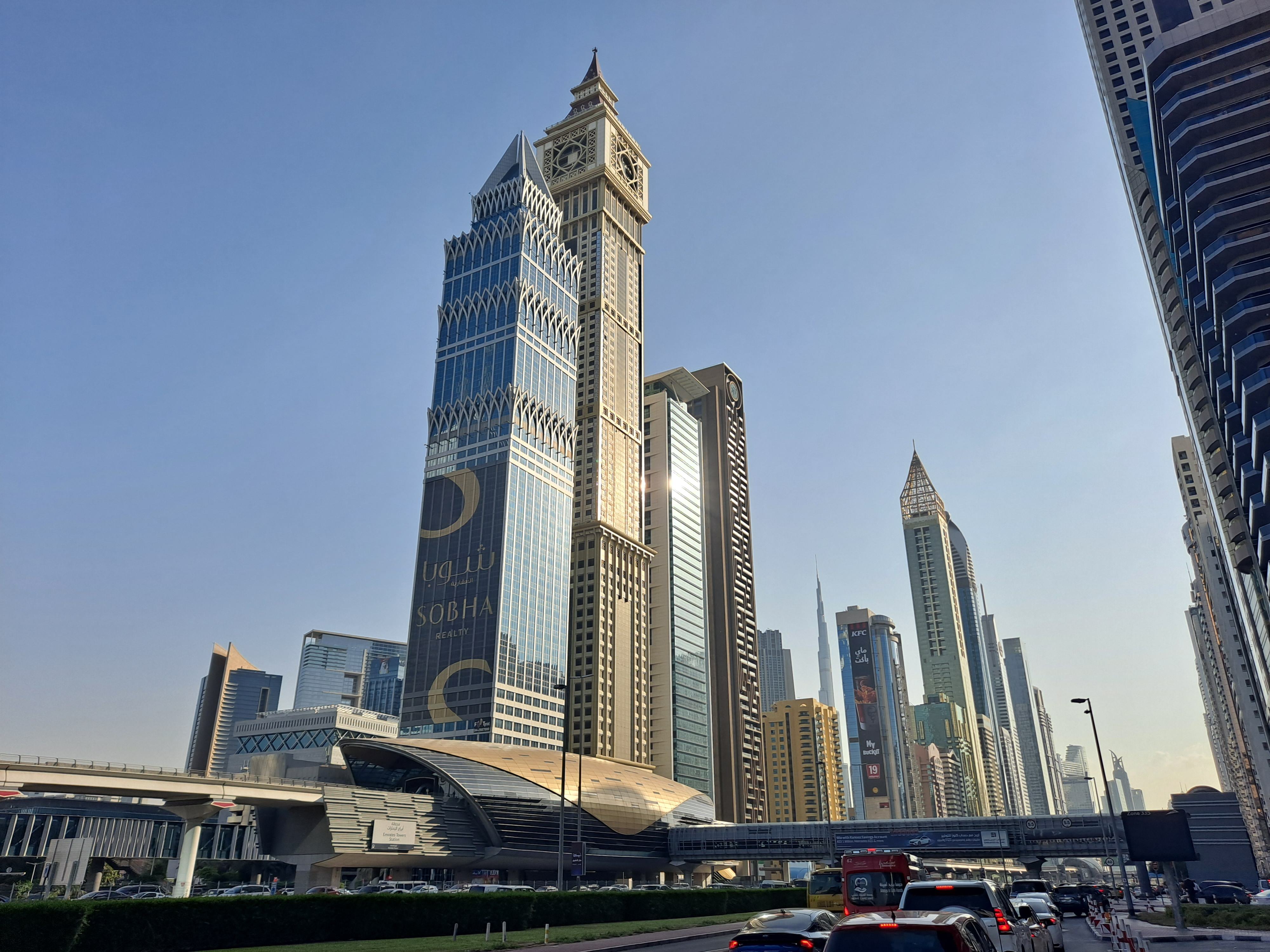
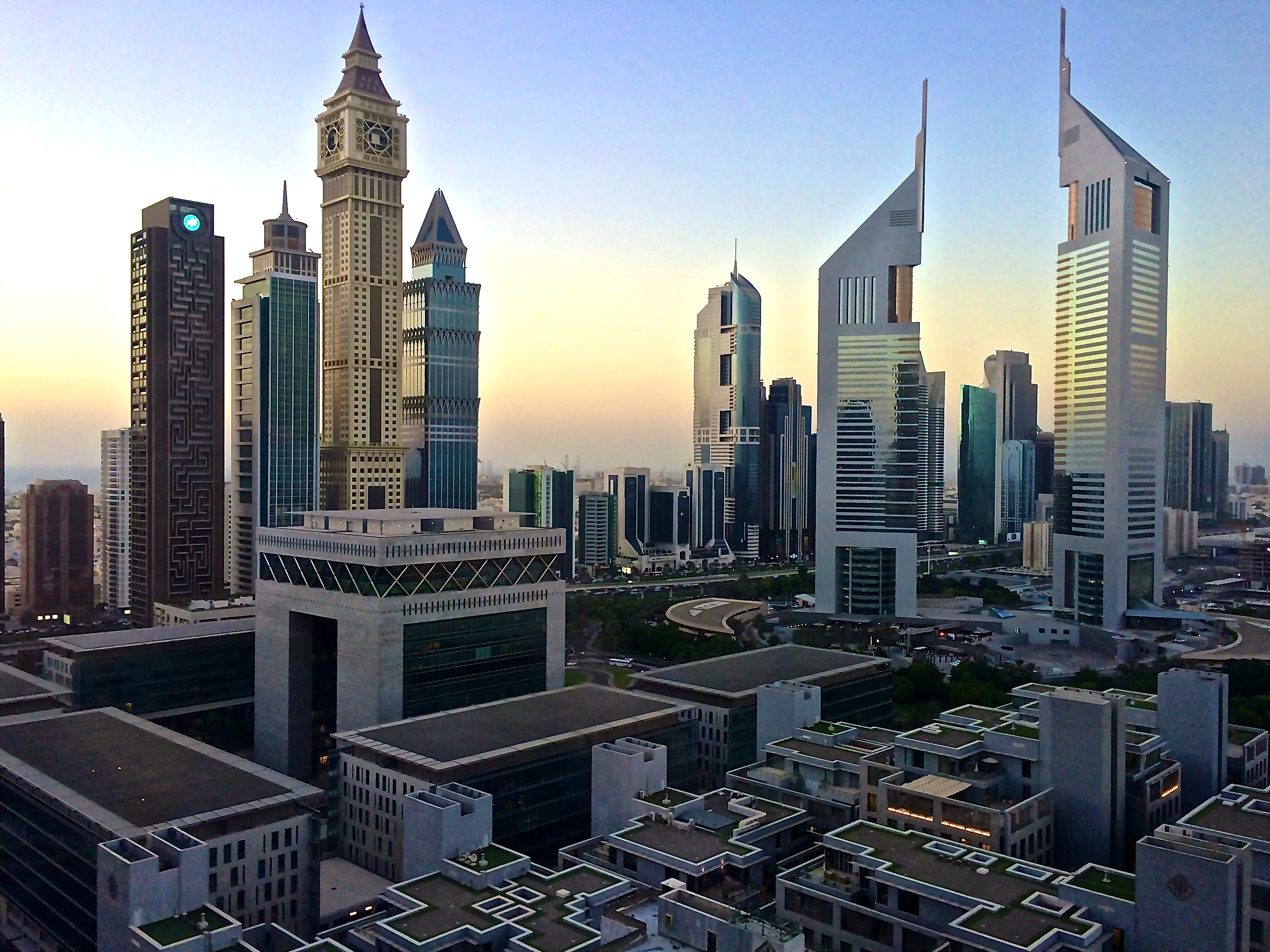
Al Yaquob Tower. La torre más alta a la izquierda.
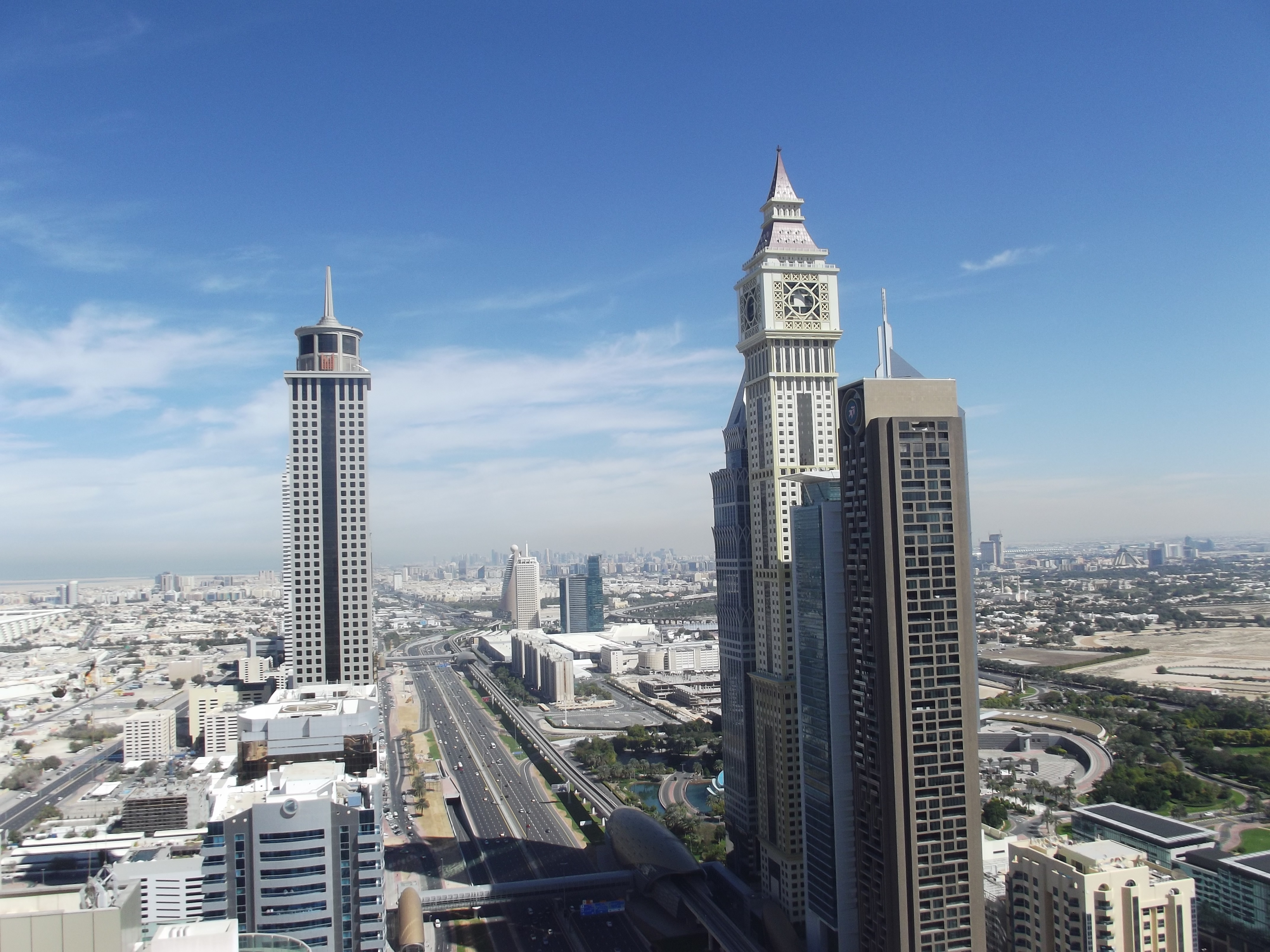
Al Yaquob Tower. La torre más alta a la derecha de Sheikh Zayed Road.
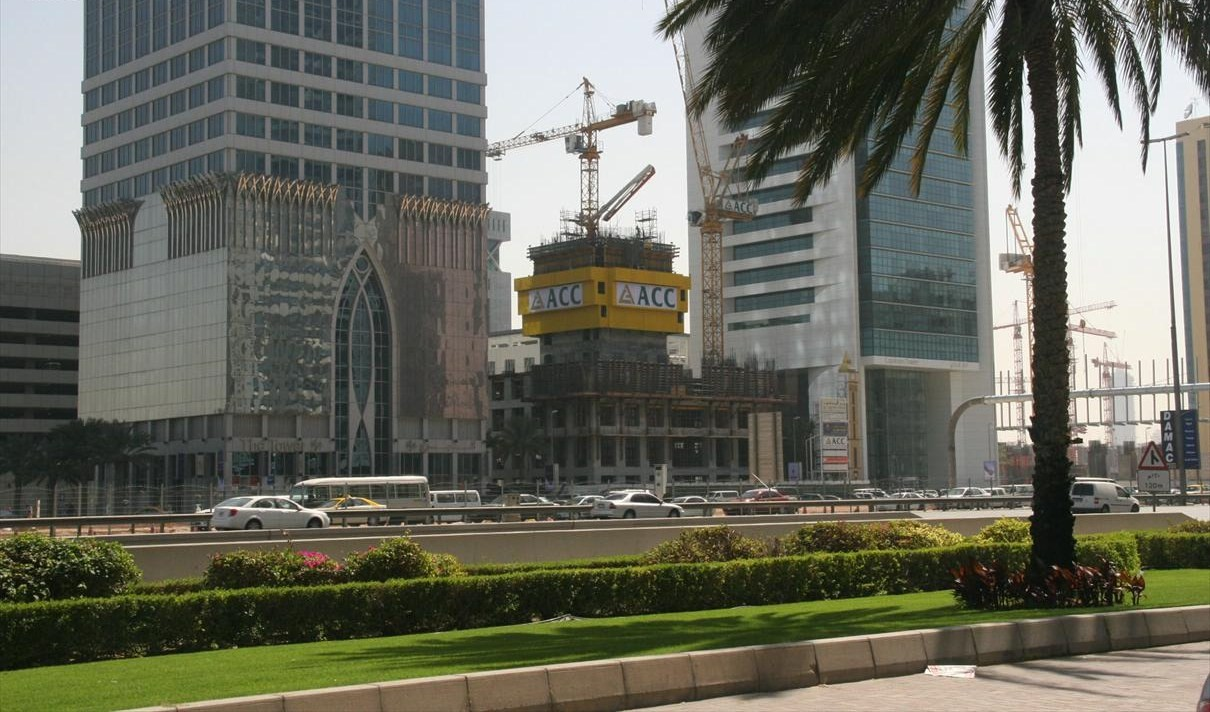
1 de marzo de 2007
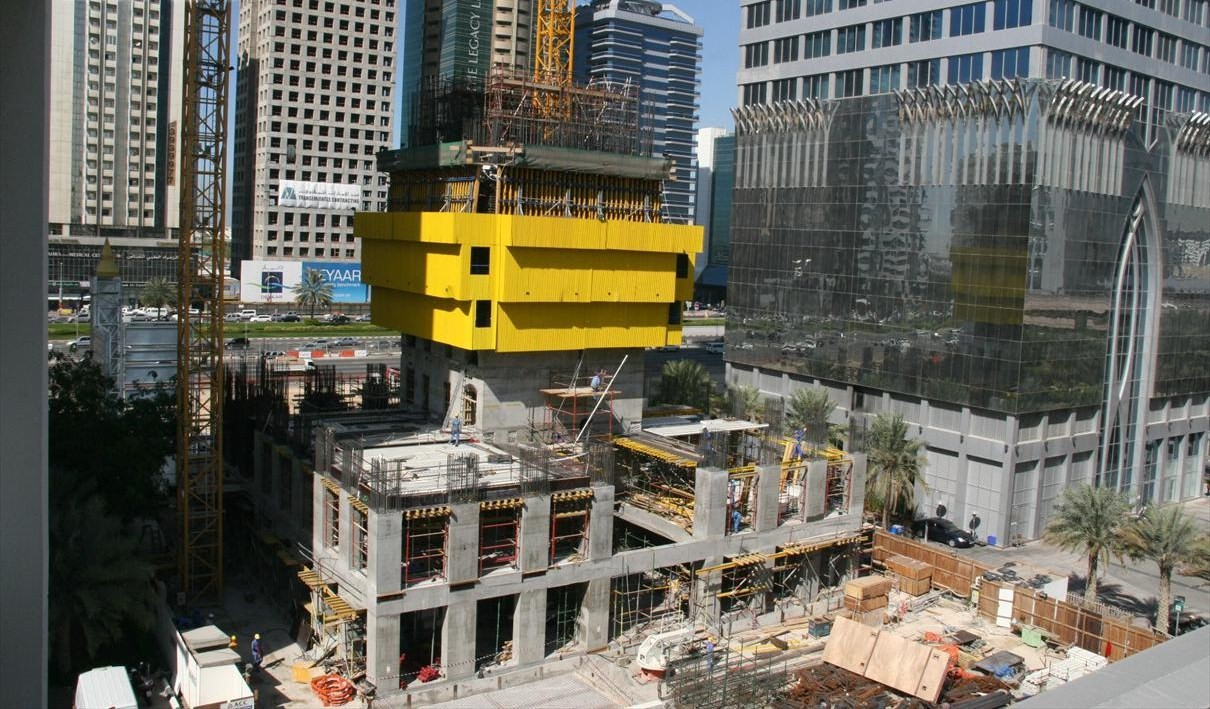
27 de enero de 2007
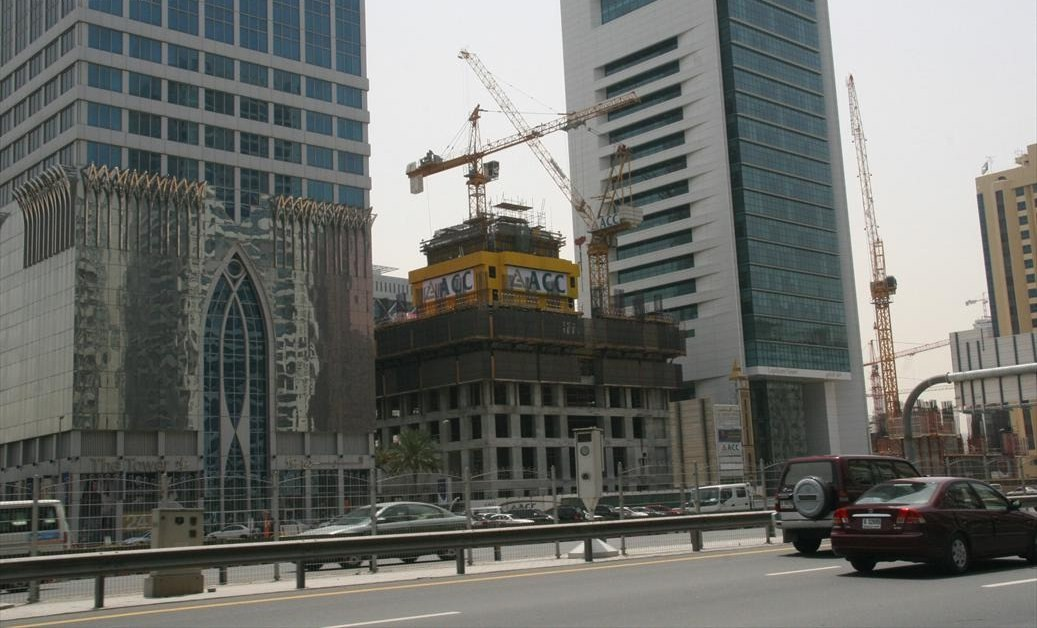
12 de abril de 2007
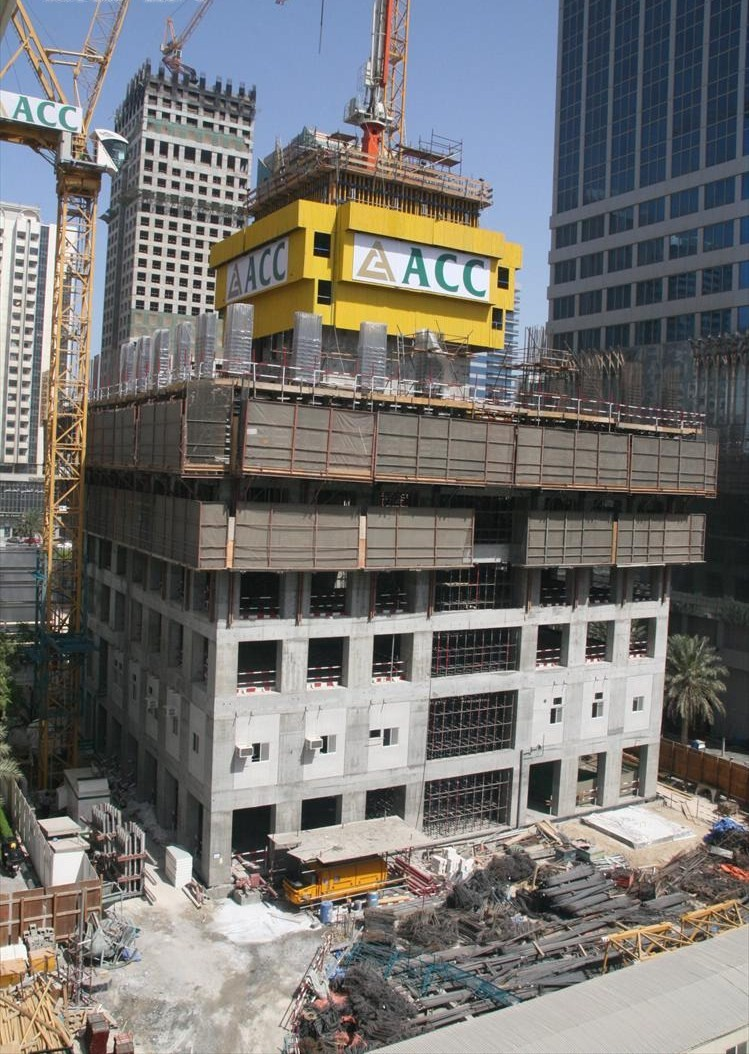
4 de mayo de 2007
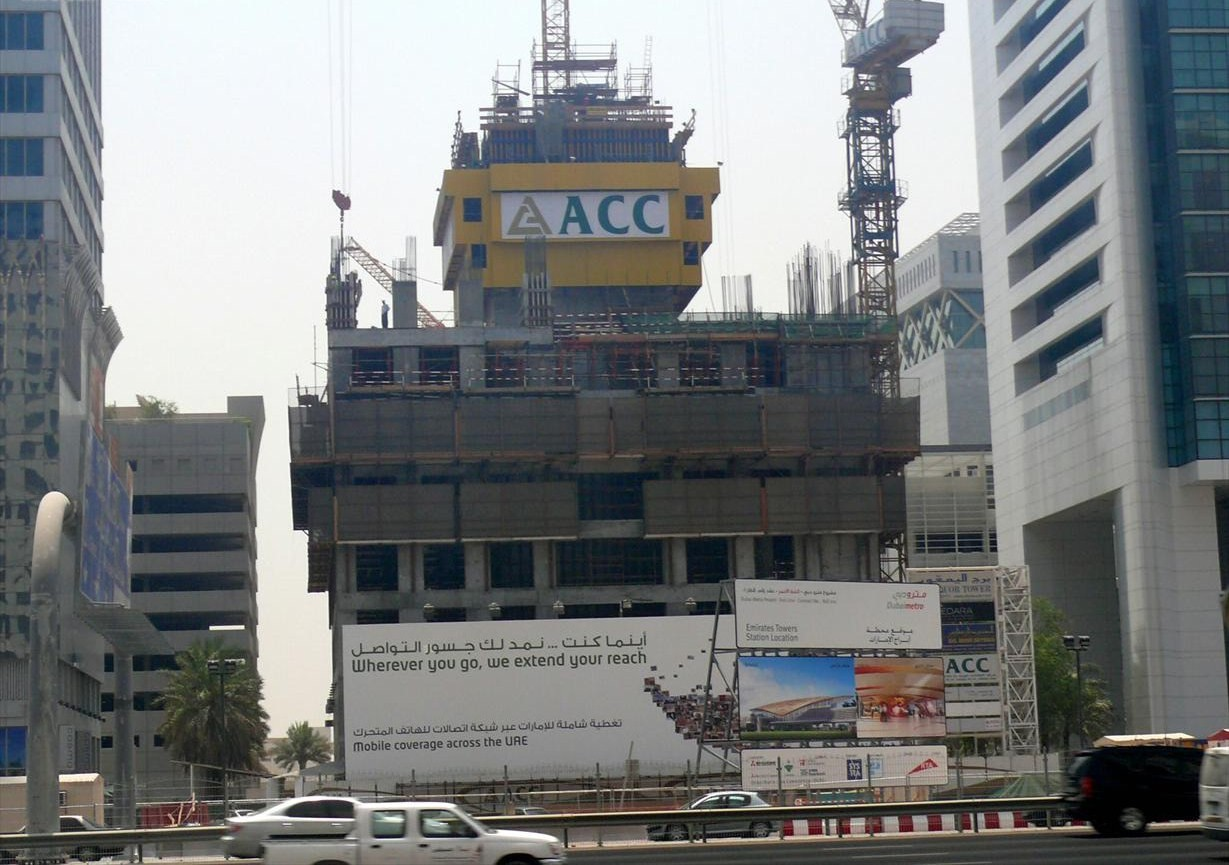
6 de agosto de 2007
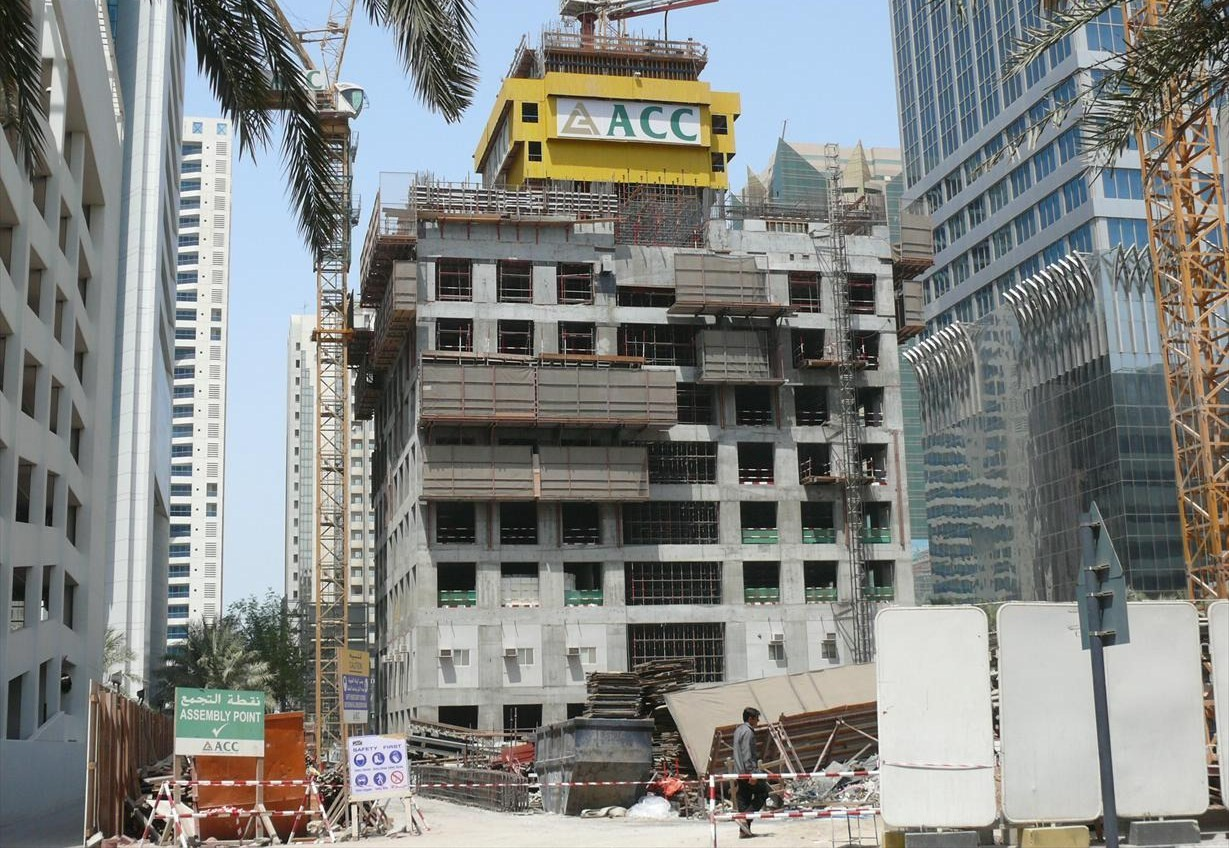
14 de septiembre de 2007
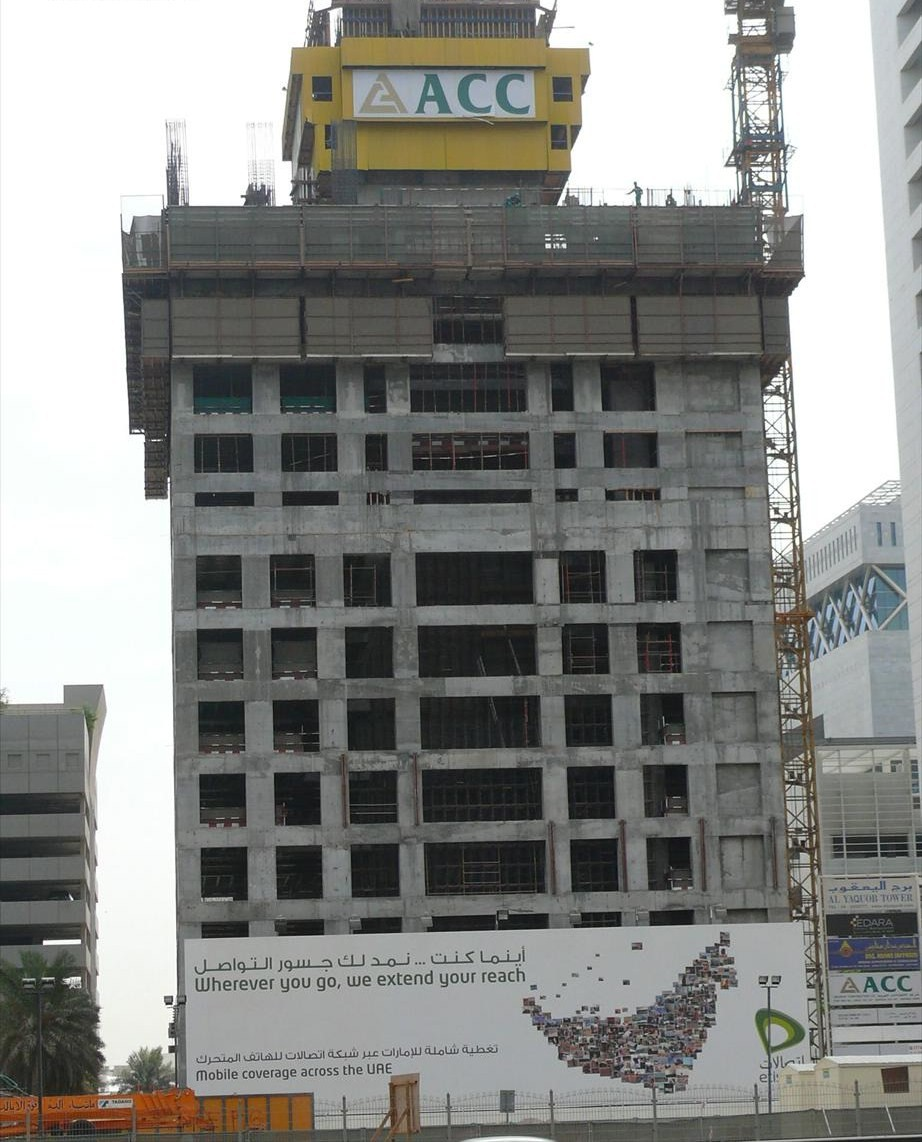
2 de noviembre de 2007
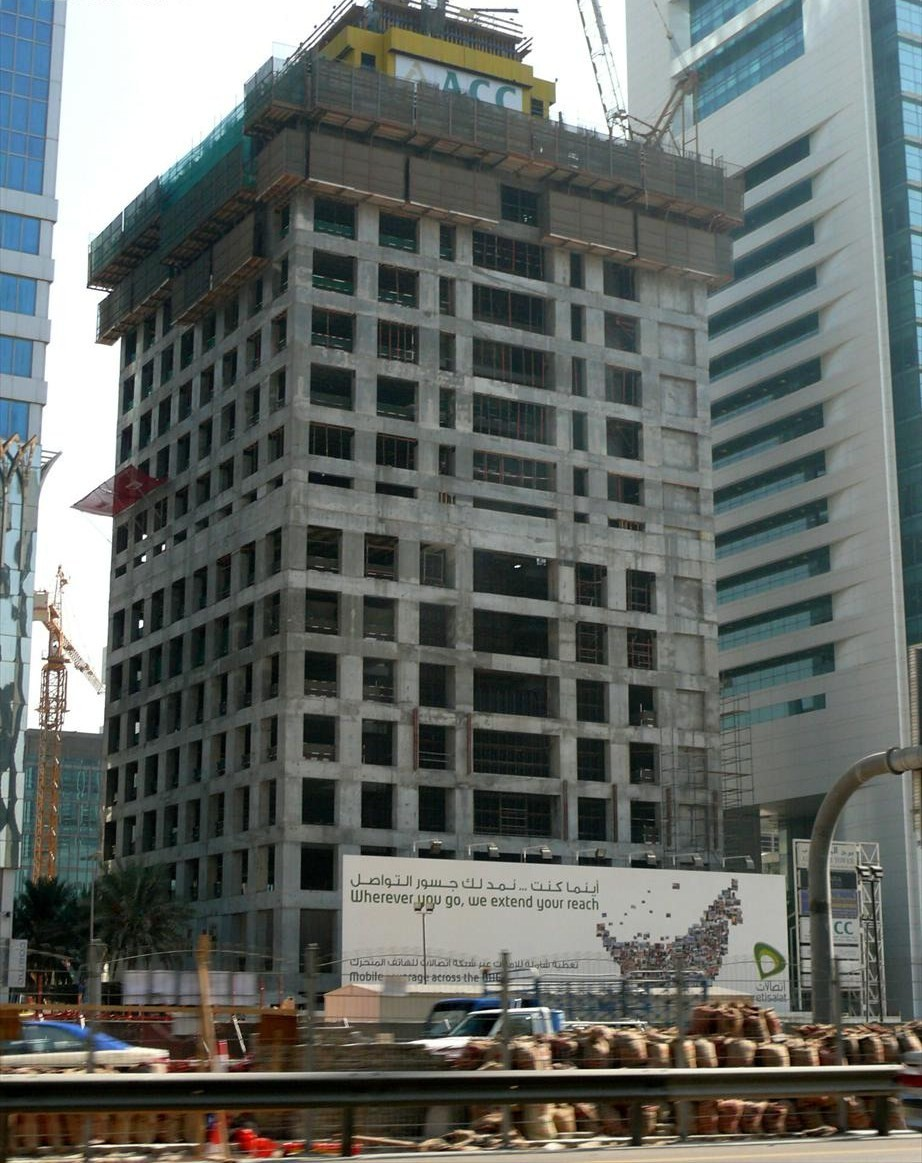
22 de noviembre de 2007
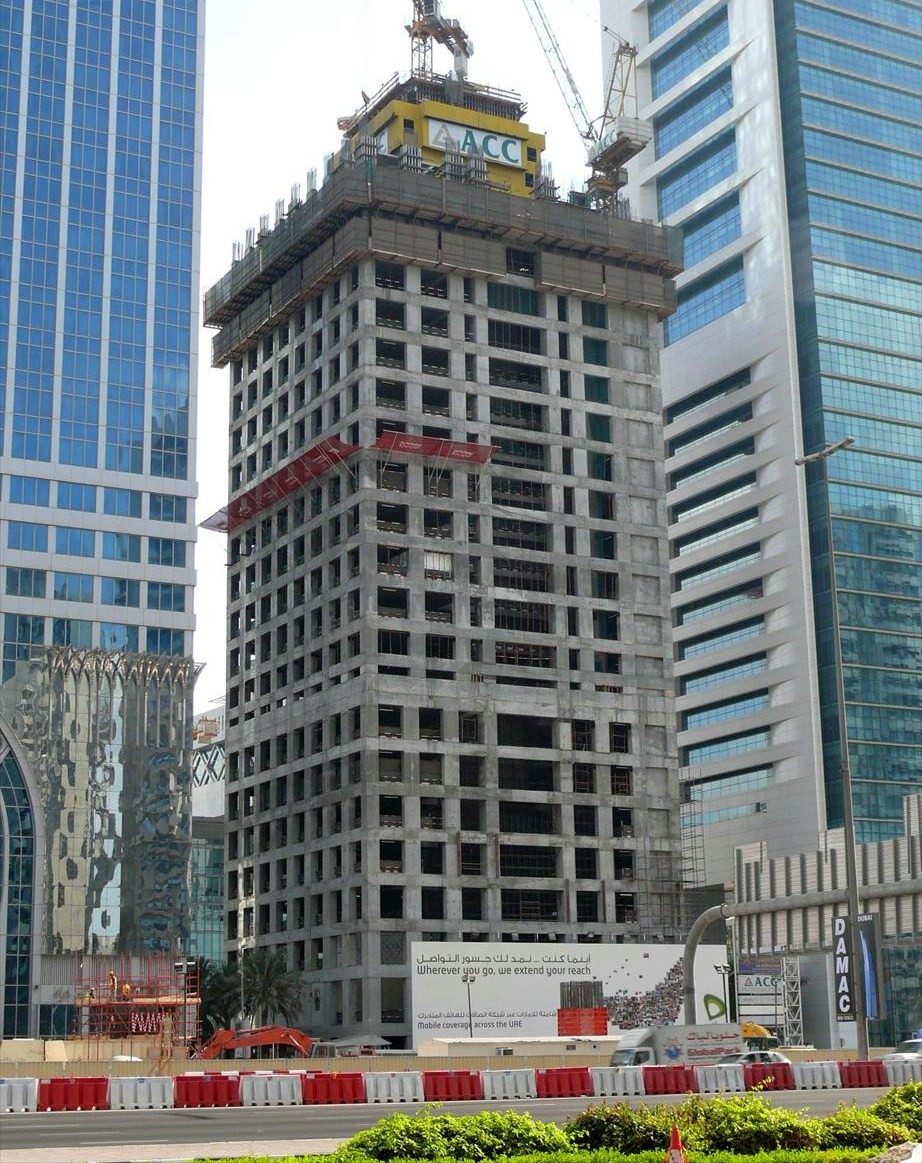
28 de diciembre de 2007
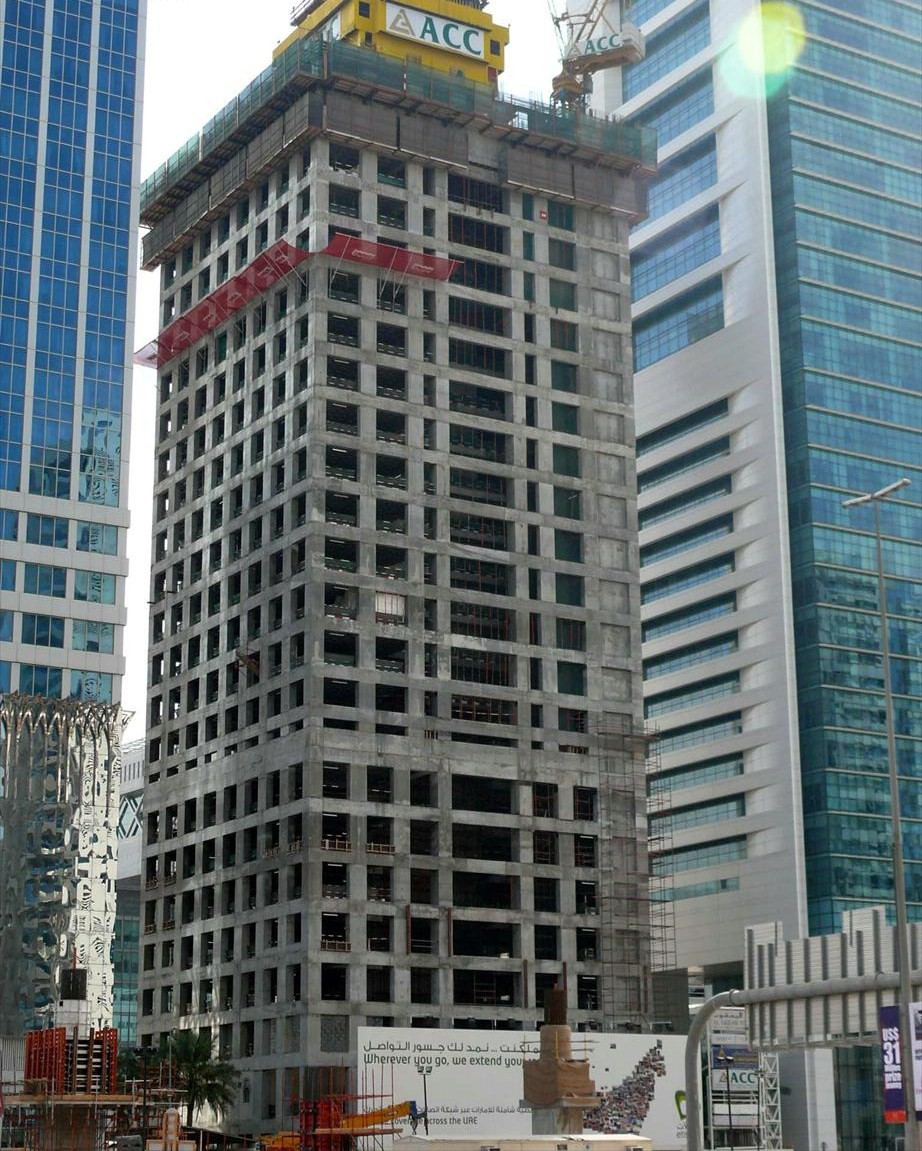
25 de enero de 2008